# Serge Gakpé
Serge Gakpé (Bondy, 7 mei 1987) is een Franse voetballer van Togolese afkomst die bij voorkeur als aanvallende middenvelder speelt. Hij verruilde Amiens SC in 2018 voor Cercle Brugge. Gakpé debuteerde in 2009 in het Togolees voetbalelftal. Eerder kwam hij uit voor Franse nationale jeugdploegen.